# Okręg wyborczy Huntingdonshire
Okręg wyborczy Huntingdnshire powstał w 1290 r. i wysyłał do angielskiej, a następnie brytyjskiej, Izby Gmin dwóch deputowanych. Okręg został zlikwidowany w 1885 r. Odtworzono go ponownie w 1918 r. jako okręg jednomandatowy. Okręg ostatecznie zniesiono w 1983 r.

## Deputowani do Izby Gmin z okręgu Huntingdonshire

### Deputowani w latach 1290–1885
- 1660–1673: Robert Montagu, wicehrabia Mandeville
- 1660–1673: Henry Cromwell
- 1673–1679: Nicholas Pedley
- 1673–1679: Robert Apreece
- 1679–1679: Ralph Montagu
- 1679–1685: Thomas Proby
- 1679–1685: Silius Titus
- 1685–1689: John Cotton
- 1685–1689: Lionel Walden
- 1689–1693: Robert Montagu
- 1689–1690: Robert Bernard
- 1690–1695: John Dryden
- 1693–1695: John Proby
- 1695–1698: Heneage Montagu
- 1695–1698: Anthony Hammond
- 1698–1698: Robert Apreece
- 1698–1702: John Proby
- 1698–1699: Robert Throckmorton
- 1699–1708: John Dryden
- 1702–1705: William Naylor
- 1705–1713: John Pocklington
- 1708–1710: John Proby
- 1710–1713: John Cotton
- 1713–1715: Matthew Dudley, wigowie
- 1713–1722: Robert Piggott
- 1715–1734: John Bigg
- 1722–1722: Edward Montagu, wicehrabia Hinchingbrooke
- 1722–1727: John Proby
- 1727–1730: William Cavendish, markiz Hartington, wigowie
- 1730–1741: Robert Piggott
- 1734–1739: Robert Montagu
- 1739–1741: Charles Clarke
- 1741–1745: William Mitchell
- 1741–1761: Coulson Fellowes
- 1745–1747: William Montagu
- 1747–1754: Edward Wortley Montagu
- 1754–1768: John Proby
- 1761–1762: George Montagu, wicehrabia Mandeville
- 1762–1765: lord Charles Montagu
- 1765–1768: Robert Bernard
- 1768–1792: John Montagu, wicehrabia Hinchingbrooke, torysi
- 1768–1796: Peter Ludlow, 1. hrabia Ludlow
- 1792–1794: Lancelot Brown
- 1794–1814: George Montagu, wicehrabia Hinchingbrooke
- 1796–1806: lord Frederick Montagu
- 1806–1807: John Proby, lord Proby, wigowie
- 1807–1830: William Henry Fellowes
- 1814–1818: John Proby, lord Proby, wigowie
- 1818–1820: lord Frederick Montagu
- 1820–1826: lord John Russell, wigowie
- 1826–1837: George Montagu, wicehrabia Mandeville, Partia Konserwatywna
- 1830–1831: Charles Gordon, lord Strathavon
- 1831–1837: John Rooper
- 1837–1880: Edward Fellowes, Partia Konserwatywna
- 1837–1852: George Thornhill
- 1852–1855: William Montagu, wicehrabia Mandeville, Partia Konserwatywna
- 1855–1859: James Rust
- 1859–1874: Robert Montagu, Partia Konserwatywna
- 1874–1877: Henry Pelly
- 1877–1880: George Montagu, wicehrabia Mandeville, Partia Konserwatywna
- 1880–1885: William Fellowes, Partia Konserwatywna
- 1880–1885: lord Douglas Gordon

### Deputowani 1918–1983
- 1918–1922: Oliver Locker-Lampson, Partia Konserwatywna
- 1922–1923: Charles Murchison, Partia Konserwatywna
- 1923–1924: Leonard Costello, Partia Liberalna
- 1924–1929: Charles Murchison, Partia Konserwatywna
- 1929–1945: Sidney Peters, Partia Liberalna
- 1945–1979: David Renton, Partia Konserwatywna
- 1979–1983: John Major, Partia Konserwatywna